# Luigi Lauda
Luigi Lauda (Greci, 1824 – 1892) è stato uno scrittore, poeta e storico italiano di origine arbëreshë.

## Biografia
Fu il primo a porre all'attenzione dell'Europa, con saggi critici, la drammatica situazione dell'Albania e della condizione degli Armeni nel XIX secolo; autore del celebre Dramma di San Bartolomeo Apostolo e scritti vari. Incentrò i suoi studi sulla sua gente, gli Albanesi d'Italia (Arbëreshë), richiedendo un riconoscimento maggiore dallo Stato Italiano.
| Controllo di autorità | VIAF (EN) 283731485 · ISNI (EN) 0000 0003 9013 5816 · SBN RAVV083146 |